# Ado Kojo
Ado Kojo (* 12. Dezember 1983 als Samuel Shari Aaliah Adomako in Solingen) ist ein deutscher R&B-Sänger.

## Biografie
In seiner Kindheit begeisterte sich Samuel Adomako für Musik und er begann damit, eigene Texte zu bekannten Melodien zu schreiben. Außerdem wurde sein Talent mit Gesangsunterricht gefördert. Im Jahr 2007 machte er unter dem Kurznamen Ado mit seiner ersten EP Glaub mir auf sich aufmerksam. Er traf mit dem Rapper Eko Fresh zusammen und ist auf mehreren seiner Veröffentlichungen als Gastsänger vertreten. Auch auf dem Album Saadcore von Baba Saad ist er vertreten. 2009 wurde er von der Jugendzeitschrift Bravo als bester Newcomer ausgezeichnet.
Sein Debütalbum Adotune veröffentlichte er im Jahr darauf unter dem Namen Ado Kojo. Es brachte allerdings nicht den erhofften Durchbruch. Trotz weiterer Unterstützung durch Eko Fresh und andere Musiker wie Erick Sermon blieb auch eine zweite EP mit dem Titel Ich tue alles für dich zwei Jahre später erfolglos. Erst 2014 machte der Sänger wieder von sich reden, als er bei einem Song über den Westen Deutschlands mit dem Titel Westside zahlreiche bekannte Rapper aus dem Rhein-Ruhr-Gebiet versammelte, darunter Summer Cem, Sinan-G und Tatwaffe von Die Firma.
Das zweite Album Reise X von Ado Kojo erschien Anfang 2015. Das Album stieß auf wenig Interesse, wohl aber das Lied Du liebst mich nicht, das auf dem gleichnamigen Nummer-eins-Hit von Sabrina Setlur aus dem Jahr 1997 basiert. Begleitet wird er dabei von Shirin David. Kurz nach Veröffentlichung stieg das Lied auf Platz eins der iTunes-Charts. Dort blieb es mehrere Tage und stieg schließlich auf Platz sechs der deutschen Singlecharts und auf Platz 20 in der Schweiz ein.

## Diskografie
Alben
- 2010: Adotune
- 2015: Reise X

EPs
- 2007: Glaub mir
- 2012: Ich tue alles für dich

Lieder
- 2012: Ich tue alles für dich
- 2013: Westside
- 2014: Wer ist dieser Junge? (featuring Eko Fresh)
- 2014: Westside (featuring Eko Fresh, Summer Cem, MoTrip, Elmo, Tatwaffe, Capkekz, Caput, Sinan G)
- 2015: Du liebst mich nicht (featuring Shirin David)
- 2016: Ups & Downs (featuring ApeCrime)
- 2019: In die Bank (featuring Cora Schumacher)

Gastbeiträge
- 2008: Es ist hart (Eko Fresh featuring Ado Kojo)
- 2008: Wir killen (Eko Fresh featuring Ado Kojo & Hakan Abi)
- 2009: Steh auf (King Blade & King Klick Bass featuring Ado Kojo)
- 2009: Wo ich bleib (Eko Fresh featuring El Chicko & Ado Kojo)
- Der Junge aus der Hood (Capkekz featuring Ado Kojo)
- Echoes in My Head (Eko Fresh featuring Krayzie Bone, Summer Cem, Serc & Ado Kojo)
- 2015: Mike Singer - Mein Herz (feat Ado Kojo)
- 2019: Mike Singer - Bon Bon (feat Ado Kojo)